# ماريانو فرناندو غونزاليس
ماريانو فرناندو غونزاليس (بالإسبانية: Mariano Fernando González)‏ (31 ديسمبر 1980 بروساريو في الأرجنتين - ) هو لاعب كرة قدم أرجنتيني في مركز الدفاع. لعب مع أوفي كريت وتيرو فيديرال وروزاريو سنترال ونادي أتلتيكو أرجنتينو.

## وصلات خارجية
- ماريانو فرناندو غونزاليس على موقع قاعدة بيانات كرة القدم.إي يو (الإنجليزية)